# Cnemaspis nuicamensis
Espèce
Cnemaspis nuicamensis est une espèce de geckos de la famille des Gekkonidae.

## Répartition
Cette espèce est endémique de la province d'An Giang au Viêt Nam.

## Description
Cnemaspis nuicamensis mesure jusqu'à 47,5 mm, queue non comprise.

## Étymologie
Son nom d'espèce, composé de nuicam et du suffixe latin -ensis, « qui vit dans, qui habite », lui a été donné en référence au lieu de sa découverte, le mont Nui Câm.

## Publication originale
- Grismer & Ngo, 2007 : Four new species of the gekkonid genus Cnemaspis Strauch 1887 (Reptilia: Squamata) from Southern Vietnam. Herpetologica, p. 63, n. 4, p. 482-500 (texte intégral).